# Cha - Potami
Cha - Potami este o arie protejată (arie specială de conservare — SAC, sit de importanță comunitară — SCI, arie de protecție specială avifaunistică — SPA) din Cipru întinsă pe o suprafață de 2.626,55 ha, integral pe uscat.

## Localizare
Centrul sitului Cha - Potami este situat la coordonatele 34°43′15″N 32°39′00″E / 34.7208°N 32.65°E.

## Înființare
Situl Cha - Potami a fost declarat arie de protecție specială avifaunistică în decembrie 2002 pentru a proteja 1 specie de plante și 85 de specii de animale. Alte tipuri de protecție:
- sit de importanță comunitară (în mai 2004)
- arie specială de conservare (în septembrie 2015)[1][2][3]

## Biodiversitate
Situată în ecoregiunea mediteraneană, aria protejată conține 10 habitate naturale: Ape puternic oligomezotrofe cu vegetație bentonică cu Chara spp., Tufărișuri termo-mediteraneene și de pre-deșert, Sarcopoterium spinosum phryganas, Pseudostepă cu ierburi și specii anuale de Thero-Brachypodietea, Pante stâncoase calcaroase cu vegetație casmofită, Păduri de Cupressus (Acero-Cupression), Păduri de Platanus orientalis și Liquidambar orientalis (Platanion orientalis), Galerii și tufărișuri riverane sudice (Nerio-Tamaricetea și Securinegion tinctoriae), Păduri de Olea și Ceratonia, Păduri de pin mediteraneene cu pini mezogeni endemici.
La baza desemnării sitului se află mai multe specii protejate:
- plante (1): Phlomis brevibracteata
- păsări (83): uliu păsărar (Accipiter nisus), ciocârlie-de-câmp (Alauda arvensis), pescăruș albastru (Alcedo atthis), fâsă-de-câmp (Anthus campestris), fâsă roșiatică (Anthus cervinus), fâsă de luncă (Anthus pratensis), fâsă de pădure (Anthus trivialis), lăstunul mare (Apus apus), Aquila fasciata, ciuf-de-pădure (Asio otus), șorecarul comun (Buteo buteo), șorecar mare (Buteo rufinus), caprimulg (Caprimulgus europaeus), rândunică roșcată (Cecropis daurica), șerpar (Circaetus gallicus), erete de stuf (Circus aeruginosus), erete vânăt (Circus cyaneus), erete alb (Circus macrourus), Clamator glandarius, botgros (Coccothraustes coccothraustes), dumbrăveancă (Coracias garrulus), prepeliță (Coturnix coturnix), cuc (Cuculus canorus), gușă vânătă (Cyanecula svecica), lăstun de casă (Delichon urbicum), Emberiza caesia, presură sură (Emberiza calandra), măcăleandru (Erithacus rubecula), Falco eleonorae, șoim călător (Falco peregrinus), vânturel de seară (Falco vespertinus), muscar-gulerat (Ficedula albicollis), muscar negru (Ficedula hypoleuca), cinteză (Fringilla coelebs), găinușă de baltă (Gallinula chloropus), vulturul pleșuv sur (Gyps fulvus), rândunică (Hirundo rustica), Iduna pallida, capîntortură (Jynx torquilla), sfrâncioc roșiatic (Lanius collurio), sfrânciocul cu frunte neagră (Lanius minor), Lanius nubicus, sfrâncioc cu cap roșu (Lanius senator), ciocârlie de pădure (Lullula arborea), privighetoare (Luscinia megarhynchos), prigoare (Merops apiaster), mierlă albastră (Monticola solitarius), codobatură galbenă (Motacilla alba), codobatură de munte (Motacilla cinerea), muscar sur (Muscicapa striata), stârc de noapte (Nycticorax nycticorax), Oenanthe cypriaca, pietrar mediteranean (Oenanthe hispanica), Oenanthe isabellina, grangur (Oriolus oriolus), vrabie negricioasă (Passer hispaniolensis), viespar (Pernis apivorus), codroș de munte (Phoenicurus ochruros), codroșul de pădure (Phoenicurus phoenicurus), pitulice de munte (Phylloscopus collybita), pitulice-fluierătoare (Phylloscopus trochilus), aușel cu cap galben (Regulus regulus), mărăcinar (Saxicola rubetra), mărăcinar negru (Saxicola torquatus), sitar de pădure (Scolopax rusticola), scatiu (Spinus spinus), turturică (Streptopelia turtur), silvie cu cap negru (Sylvia atricapilla), silvie de zăvoi (Sylvia borin), silvie roșcată (Sylvia cantillans), silvie de câmp (Sylvia communis), silvie-mică (Sylvia curruca), Sylvia hortensis, Sylvia melanothorax, silvie porumbacă (Sylvia nisoria), Sylvia ruppeli, sturzul viilor (Turdus iliacus), mierlă (Turdus merula), sturz-cântător (Turdus philomelos), sturz (Turdus pilaris), sturzul de vâsc (Turdus viscivorus), strigă (Tyto alba), pupăză (Upupa epops)
- mamifere (1): Rousettus aegyptiacus
- nevertebrate (1): Propomacrus cypriacus

Pe lângă speciile protejate, pe teritoriul sitului au mai fost identificate 3 specii de plante, 17 specii de păsări, 3 specii de amfibieni, 1 specie de mamifere, 2 specii de nevertebrate, 8 specii de reptile.